# 平渓線
平渓線（へいけいせん）は、中華民国（台湾）新北市瑞芳区の三貂嶺駅から同市平渓区の菁桐駅に至る台湾鉄路管理局の鉄道路線。

## 概要
渓流に沿って走るローカル線で、週末には十分瀑布などを訪れるハイカーがよく利用するが、平日には閑散とした路線である。十分駅の北側では、線路沿いに商店があり、商店街のまん中を列車が通るように見える。鉄道沿線の渓谷はかつては「平渓耶馬渓」とも言われ、最近は、日本の鉄道ファンの間で「台湾の保津峡」と呼ばれている。
また2013年5月1日より江ノ島電鉄（日本国神奈川県）と共同で一日乗車券の交流を始めており、相手側で使用済み一日乗車券を持参すると、自線の一日乗車券が無償で貰えるというサービスを開始した。これをふまえ、翌2014年7月には台湾観光協会や江ノ島電鉄など4者が観光促進協定に調印した。なお日台の鉄道同士の連帯ということでは、いすみ鉄道と集集線との例があり、両者は2014年8月28日 に千葉県勝浦市内で仮調印式を行った。
もともとは、日本統治時代の台湾において屈指の炭田といわれた菁桐坑の開発のため、台陽鉱業が敷設した専用鉄道が前身であり、1921年（大正10年）7月に開業した。しかし、トンネルの一部の地盤が悪く、ルートの一部を変更している。その結果、三貂嶺 - 菁桐坑間が完成したのは、1923年（大正12年）1月15日のことであった。その後、1929年（昭和4年）7月10日をもって台湾総督府に買収され、同年10月1日から同鉄道部（台湾総督府鉄道）の平渓線として営業を開始した。その際、2両のタンク式蒸気機関車が台湾総督府鉄道籍（48形48, 49）となっている。

## 路線データ
- 管理者：台湾鉄路管理局
- 路線距離（営業キロ） : 三貂嶺駅 - 菁桐駅間 12.9 km
- 軌間：1,067 mm（狭軌）
- 駅数：7
- 複線区間 : 無（全線単線）
- 電化区間 : 無
- 閉塞方式：タブレット閉塞式
- 電報略号：ㄆㄑㄒ
- 開業日：1921年7月

## 歴史
- 1918年3月 - 台湾総督府が侯硐 - 菁桐の鉄道測量を行う。
- 1919年6月 - 台陽鉱業株式会社（顔雲年）の炭坑専用線として三貂嶺 - 菁桐坑の建設開始[4]:頁32。
- 1921年7月 - 台陽鉱業の炭坑専用線石底線として開通[4]:頁33。
- 1929年10月1日 - 台湾総督府鉄道の買収を経て、平渓線となる[5]。
- 1946年 - 石底駅を平溪駅と改称。

## 運行形態
- 区間車のみ運行されている。基本的には宜蘭線の瑞芳を介し、深澳線との直通運転を行っている。

## 使用車両
対号列車
なし
非対号列車
区間車：DR1000型気動車

## 駅一覧
| 駅名     | 駅名         | 駅名        | 駅間 キロ | 累計 キロ | 等級 | 接続路線・備考 | 所在地 | 所在地 |
| 日本語   | 繁体字中国語 | 英語        | 駅間 キロ | 累計 キロ | 等級 | 接続路線・備考 | 所在地 | 所在地 |
| -------- | ------------ | ----------- | --------- | --------- | ---- | -------------- | ------ | ------ |
| 三貂嶺駅 | 三貂嶺車站   | Sandiaoling | 0.0       | 0.0       | 三等 | 宜蘭線接続駅   | 新北市 | 瑞芳区 |
| 大華駅   | 大華車站     | Dahua       | 3.5       | 3.5       | 招呼 |                | 新北市 | 平渓区 |
| 十分駅   | 十分車站     | Shifen      | 2.9       | 6.4       | 丙簡 | 列車交換可能   | 新北市 | 平渓区 |
| 望古駅   | 望古車站     | Wanggu      | 1.8       | 8.2       | 招呼 |                | 新北市 | 平渓区 |
| 嶺脚駅   | 嶺腳車站     | Lingjiao    | 2.0       | 10.2      | 招呼 |                | 新北市 | 平渓区 |
| 平渓駅   | 平溪車站     | Pingxi      | 1.0       | 11.2      | 簡易 |                | 新北市 | 平渓区 |
| 菁桐駅   | 菁桐車站     | Jingtong    | 1.7       | 12.9      | 簡易 |                | 新北市 | 平渓区 |

## 沿線の名所
- 十分瀑布
- 新平渓炭鑛跡に博物館・トロッコの運転有
- 平渓老街
- 菁桐老街
- 平渓天灯節

## 画像

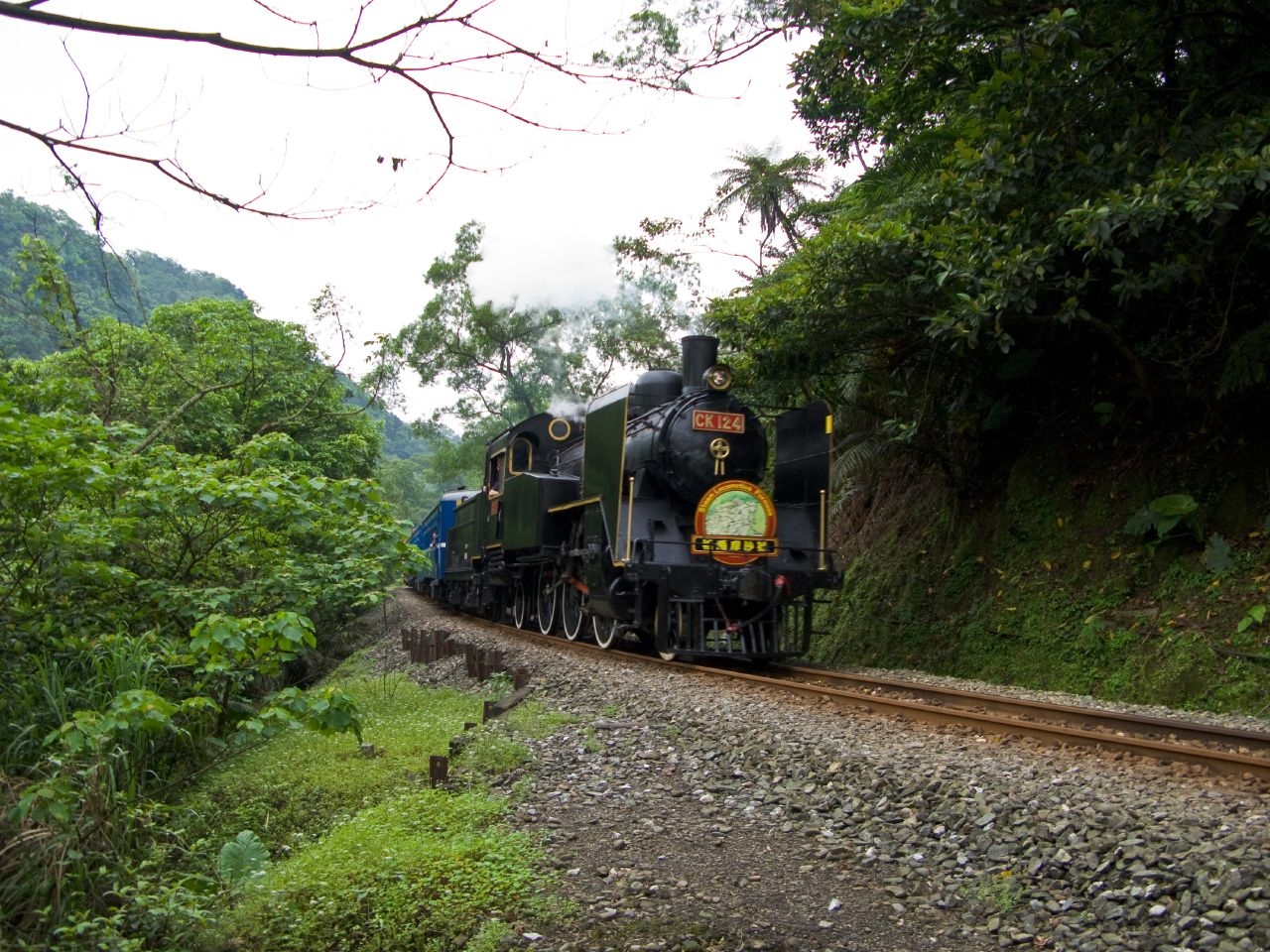
平渓線を走る動態保存されたCK124号機
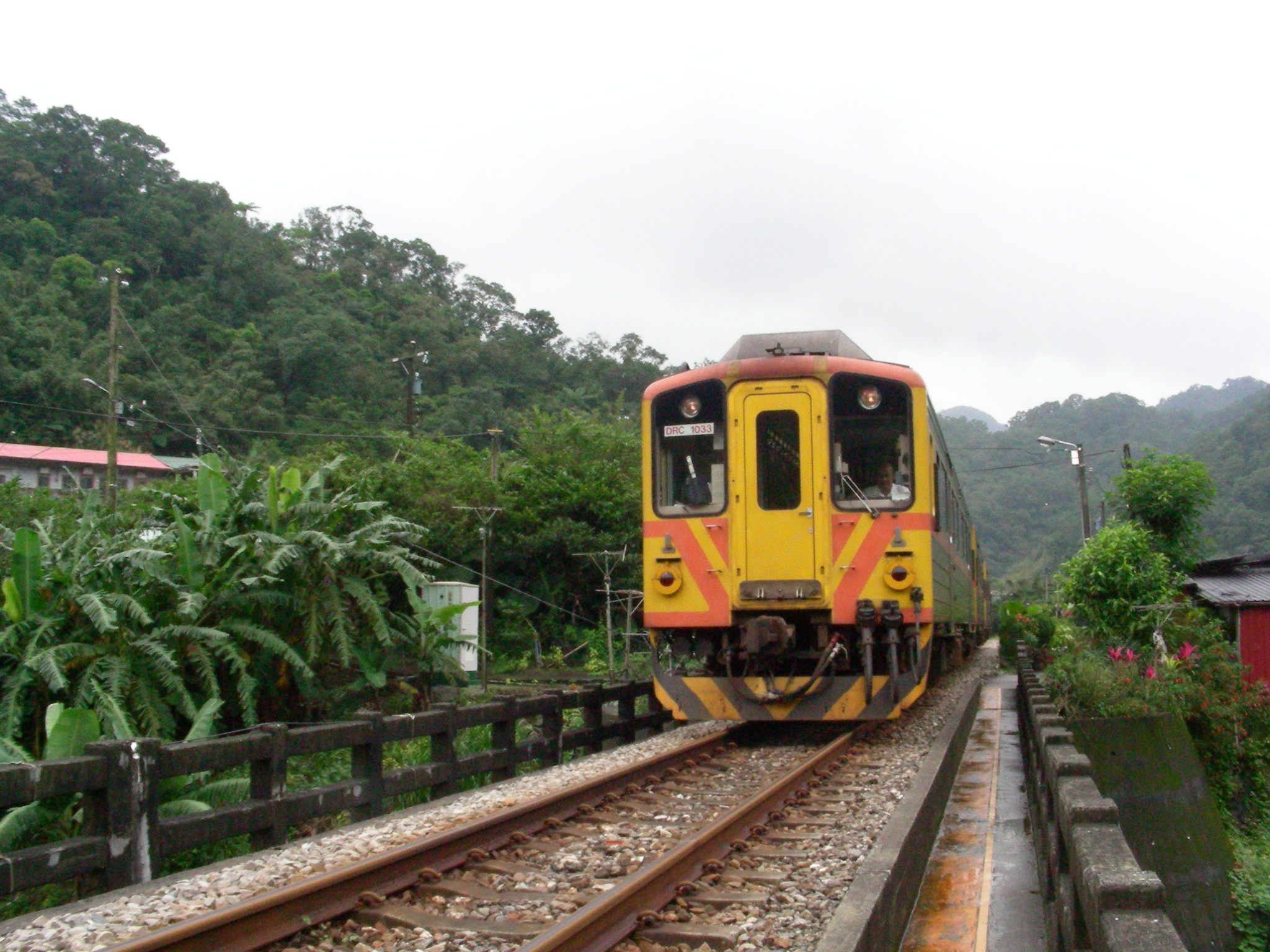
平渓線のDR1000（三貂嶺 - 大華間）
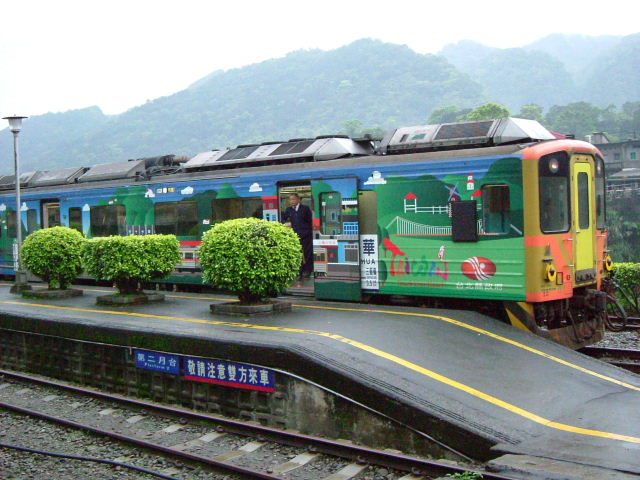
DR1000形の台北県政府によるラッピング車両
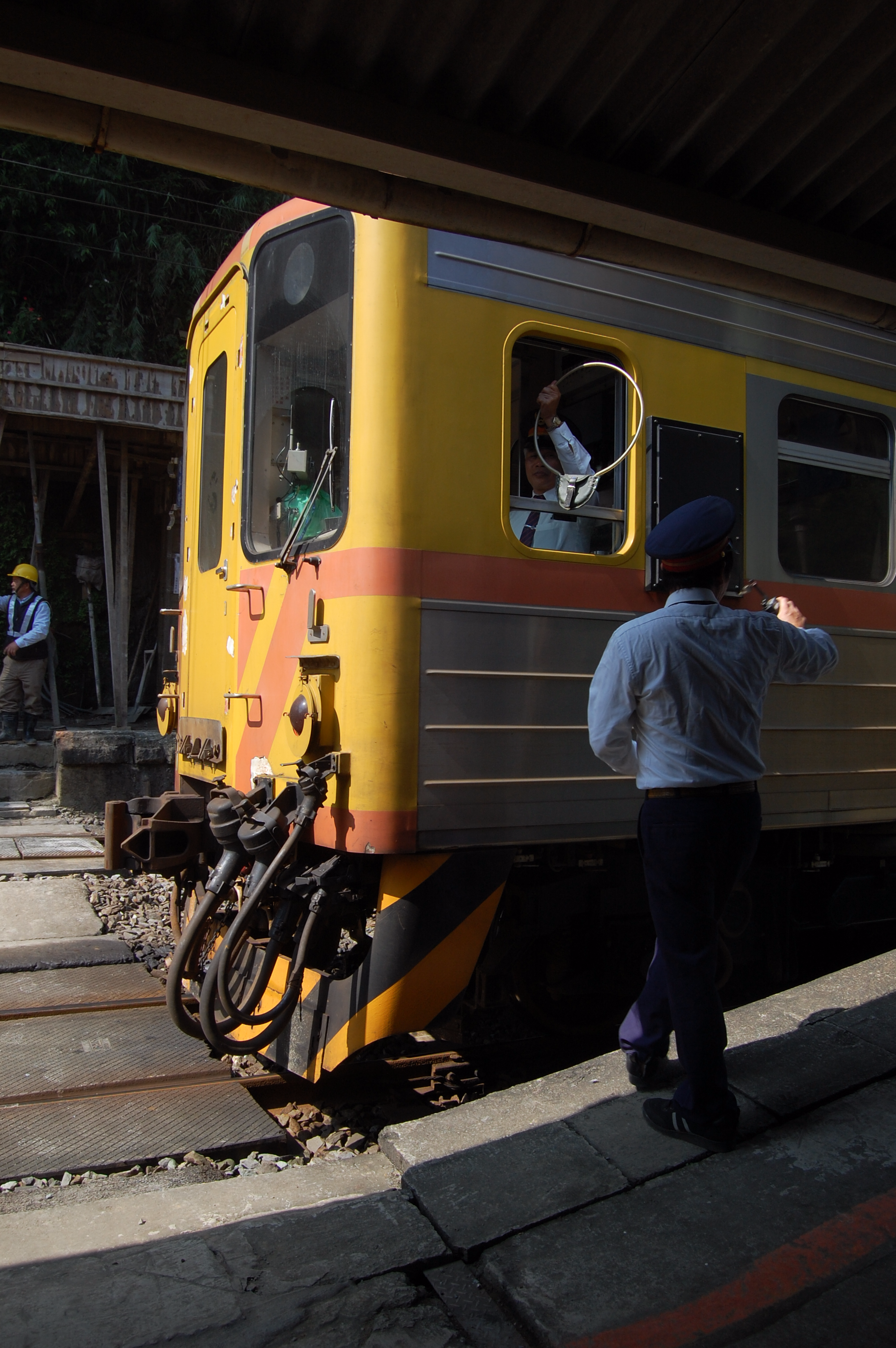
三貂嶺駅でのタブレット収受
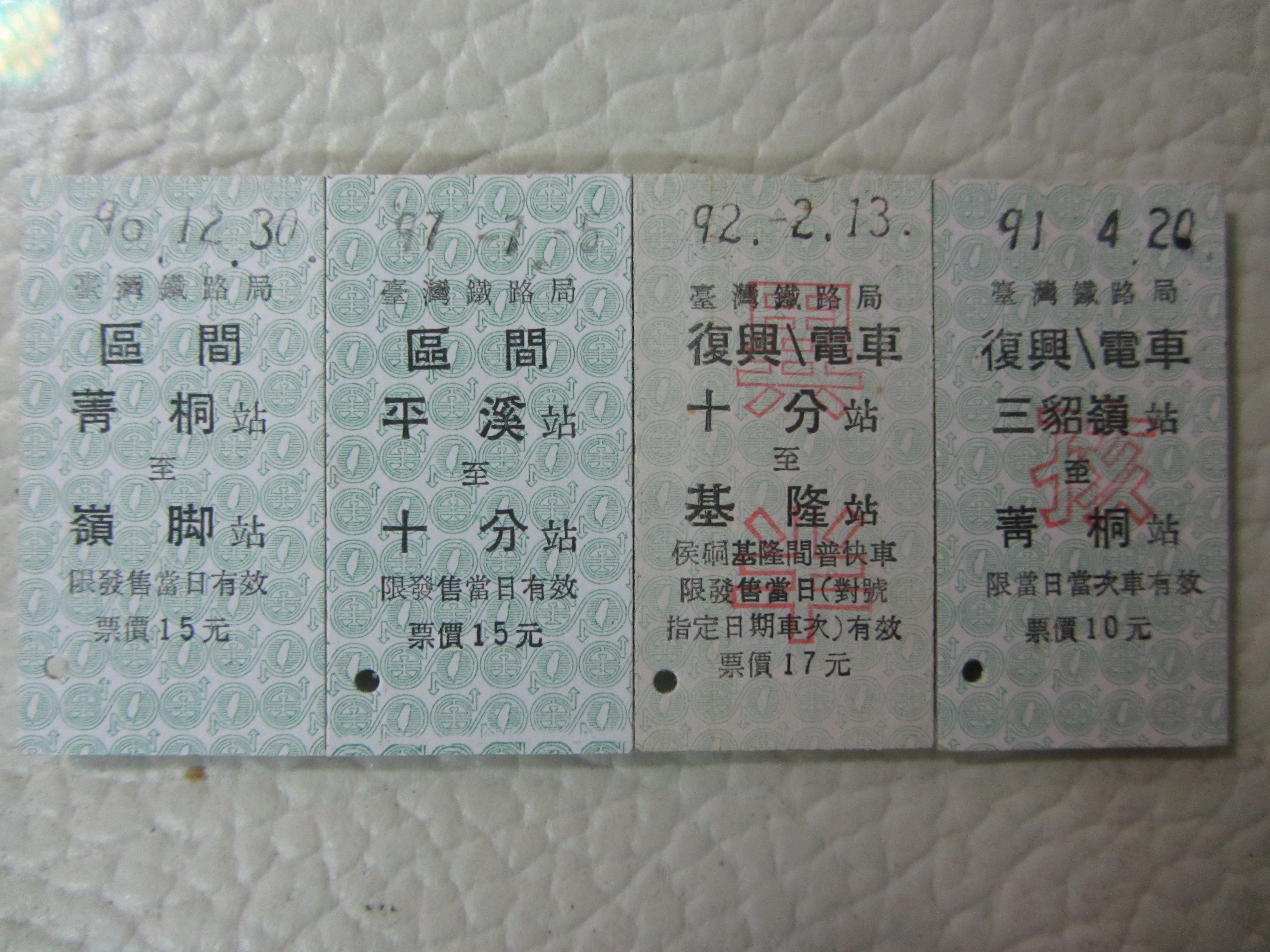
平渓線硬券
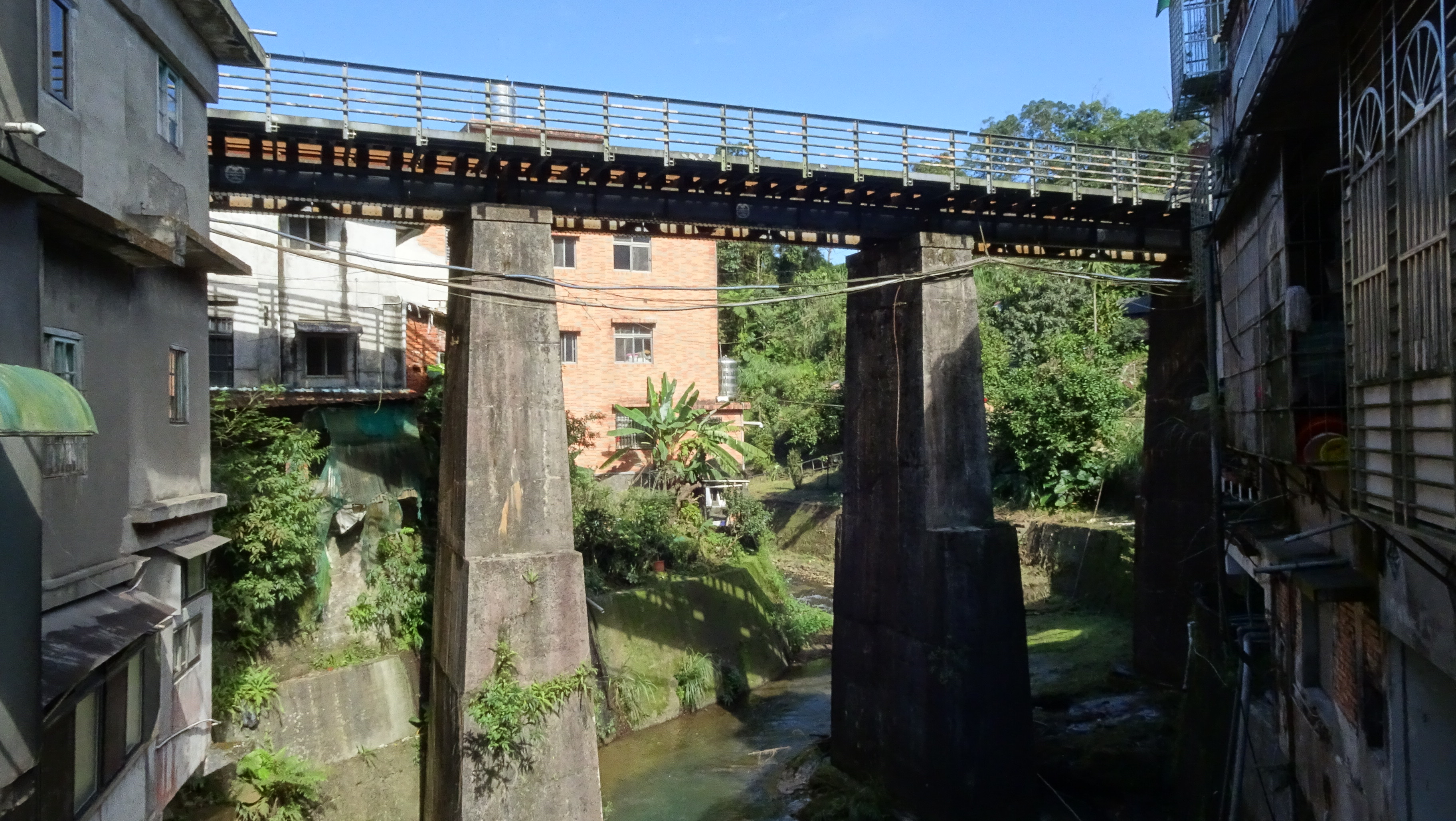
三軒西鉄橋